# Le Vernet (Perpignan)
Pour les articles homonymes, voir Le Vernet.
Le quartier du Vernet est un quartier de la ville de Perpignan.

## Toponymie
Le Vernet dérive du gaulois verna, « aulne » (lui-même formé sur une racine pré-celtique vara, « eau »), suivi du suffixe collectif -etum ou -etam, « lieu occupé par - ». Il désigne un bois de vernes, d'aulnes, une aulnaie.

## Description
Le village du Vernet était centré sur le château disparu de Vernet, à 2 kilomètres au nord de la Têt, partant du lieu où les routes de Perpignan à Narbonne et Foix sont bifurquées. À cet endroit se dressait un noyau urbain qui prit le nom de Haut-Vernet, devant le Bas-Vernet, qui s'était développé à la fin du XIXe siècle sur la rive gauche du Têt, devant Perpignan. Au milieu se trouvait une terre agricole, grâce à l'irrigation des canaux de Vernet et de Pià, qui arrosait également les terres voisines de Saint-Genis des Tanyeres. Dans cet espace, certains établissements religieux ont commencé à se situer dans une vaste zone non encore urbanisée.

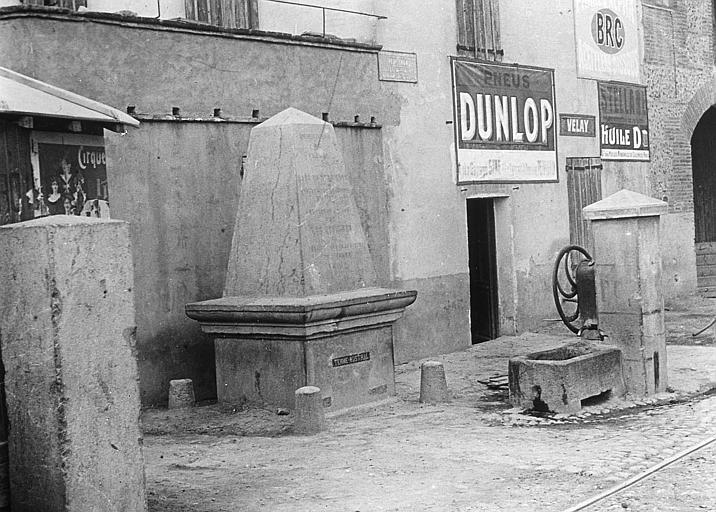
Terme austral au début du XXe siècle à la patte d'oie.

Lors de la mesure de la méridienne pour la détermination du mètre par Méchain et Delambre, c'est à la patte d'oie, au centre du Vernet, qu'on plaça le terme austral d'une des bases de mesure (une stèle marque cet endroit).
Son urbanisation, formant le Moyen-Vernet, a été donnée à la fin du XXe siècle.
Le Haut-Vernet a également assisté à la construction de l’hôpital moderne de Saint-Jean et à l'arrivée d’un nombre important de pieds-noirs, ainsi que de gitans et de Nord-Africains, souvent dans des cités HLM (Diaz, Vernet-Salanque, CLodion, Roudayre, etc.) voire des bidonvilles (Nouveau Logis) .
Ils constituent aujourd'hui trois quartiers : les Haut, Moyen et Bas Vernet, dont les limites souvent ne sont pas claires pour les habitants, et réunis sur le territoire de la Mairie de Quartier NORD de la Commune de Perpignan, assortie d'un conseil de quartier.
Quatre secteurs du Vernet sont classés quartiers prioritaires de la politique de la Ville (QPV) en 2015, sous les noms "Diagonale du Vernet", "Nouveau Logis", « Bas-Vernet Nouveau QPV », « Bas-Vernet ancien ZUS »